# Kidnapparfågel
Kidnapparfågel (Corcorax melanorhamphos) är en av två fågelarter i den lilla australiska familjen murarkråkor inom ordningen tättingar.

## Utseende och läte
Kidnapparfågeln är en stor och svart kråkstor fågel med böjd näbb och mörkrött öga. I flykten är de vita handpennorna myncket tydliga. Bland de olika lätena hörs bland annat en sorgsam, fallande vissling. 

## Utbredning och systematik
Kidnapparfågel behandlas som enda arten i släktet Corcorax. Den delas in i två underarter med följande utbredning:
- Corcorax melanorhamphos melanorhamphos – förekommer från östra centrala Queensland till Victoria och sydöstra South Australia
- Corcorax melanorhamphos whiteae – förekommer på Eyrehalvön och i bergsområdena Lofty och Flinders i södra Australien

## Status
Arten har ett rätt stort utbredningsområde och beståndet anses stabilt. Internationella naturvårdsunionen IUCN listar den därför som livskraftig (LC).

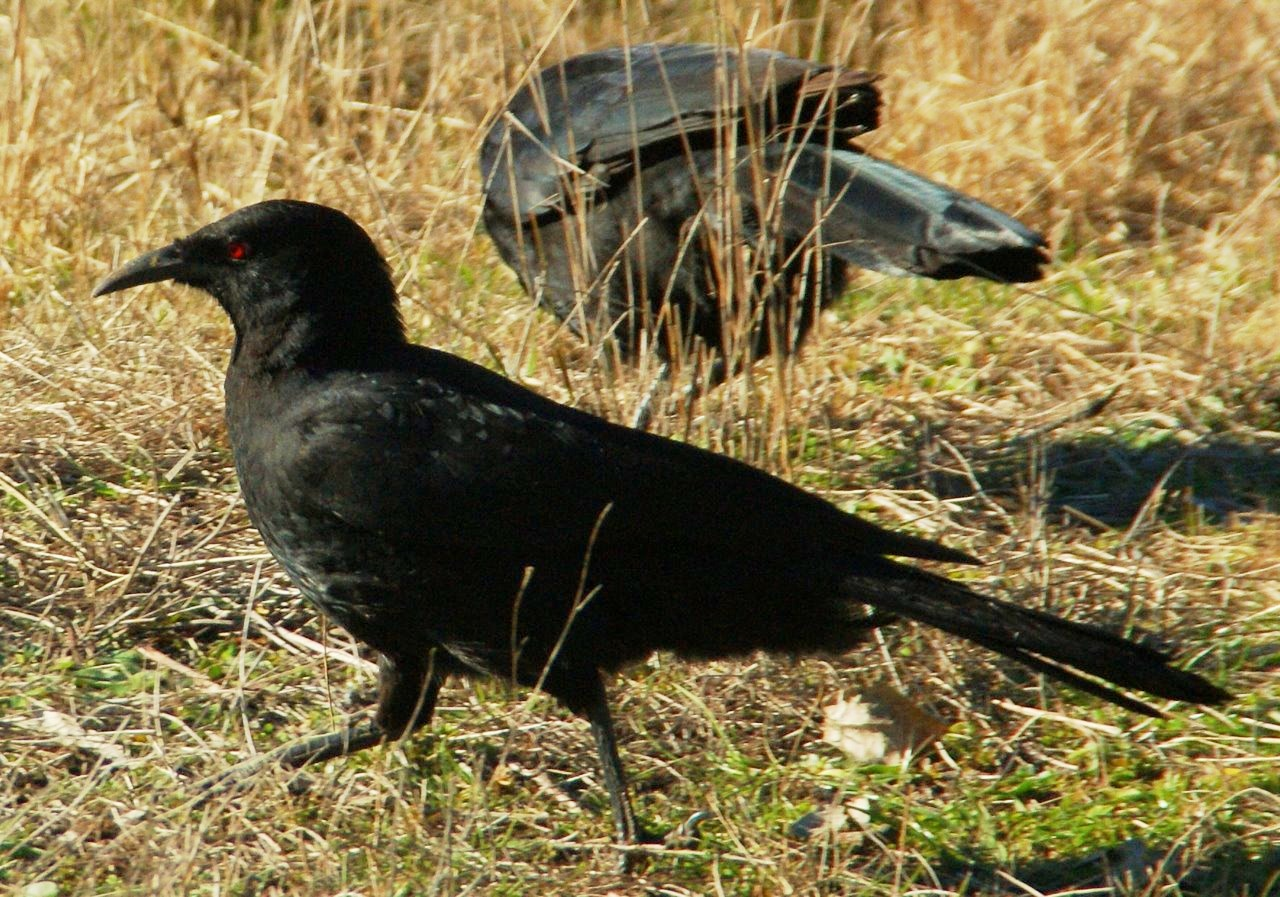
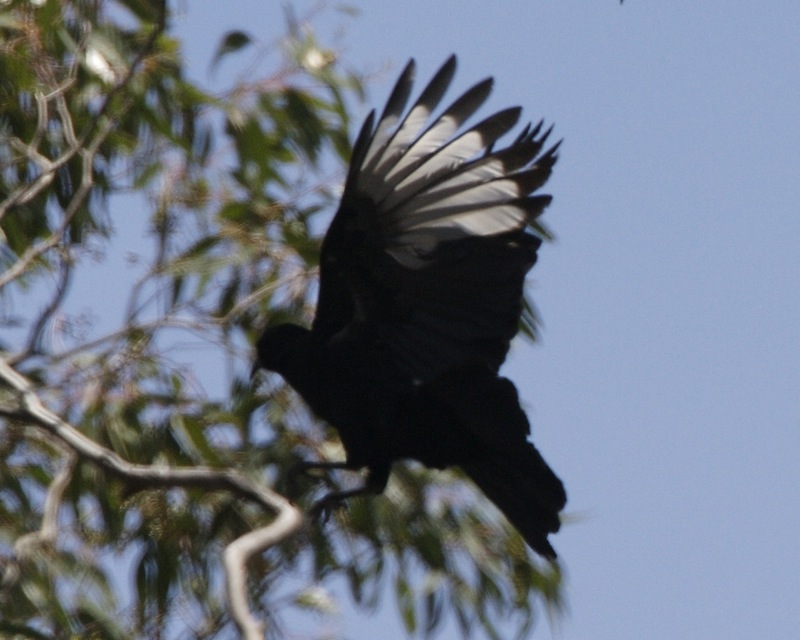
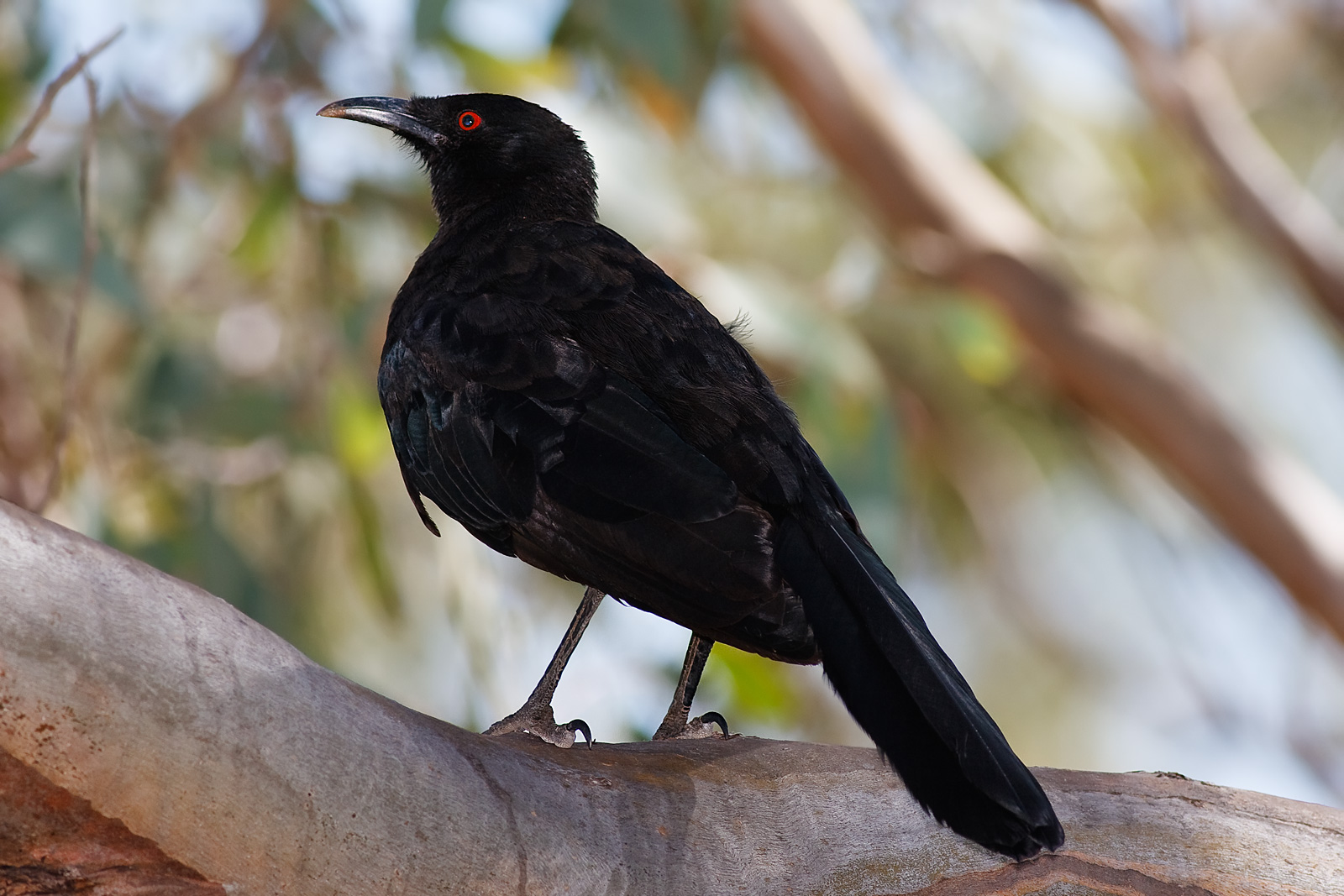
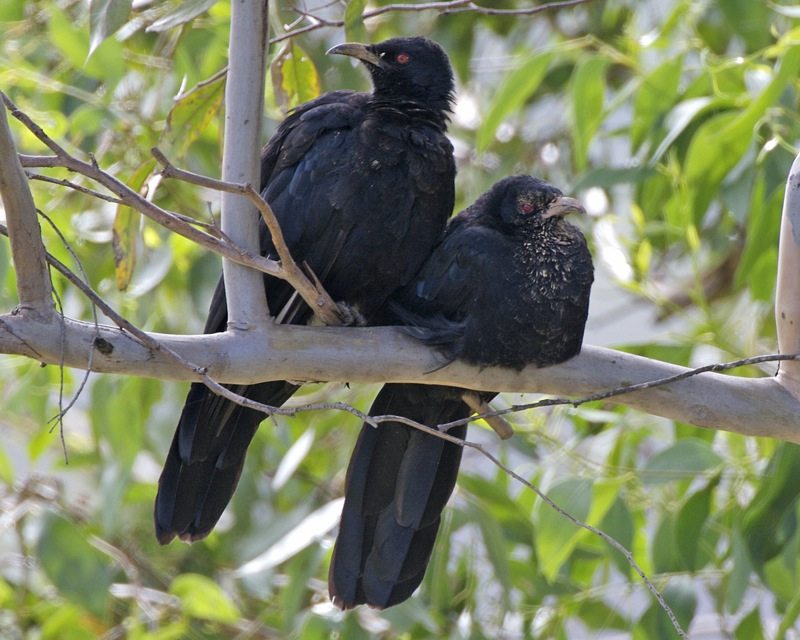